# 王云章
王云章（1906年10月12日—2012年10月22日），男，河南内黄人，中国植物病理学家和真菌学家，曾任中国植物学会真菌学会（今中国菌物学会）第一届理事长。他编写的《中国锈菌索引》 （1951年）、 《中国黑粉菌》 （1963年）、 《中国禾本科植物锈菌分类研究》（1983年）在锈菌和黑粉菌分类研究上取得了开拓性的成就，是中国现代菌物学和植物病理学研究的开拓者之一。

## 生平
1931年毕业于北平大学农学院（北京农业大学）农业生物系，之後入植物学研究所从事真菌研究。1931年到1936年在北平研究院植物研究所任助理员。
1936年赴比利时鲁汶大学留学。並於1938年取得理学博士学位。
1938年到1939年在加拿大温尼伯的自治领锈菌研究室做博士後研究。
1939年到1941年任浙江大学农学院病虫害系教授。1940年11月，王云章到陕西武功代理西北植物调查所所长。
1941年到1948年任西北农学院病虫害系教授兼西北植物调查研究所所长。1948年9月，王云章从陕西武功回北平，在植物学研究所任研究员，直到1949年。1950年后任中国科学院植物研究所、真菌植物病理研究室、应用真菌研究所、微生物研究所研究员。
1978年加入中国共产党。
主编的《西藏真菌》于1983年由科学出版社出版，1986年荣获中国科学院科学技术进步奖特等奖和国家自然科学奖一等奖。
2012年在美国病逝，享寿106岁。

## 头衔
- 中国植物学会、中国植物病理学会和中国微生物学会常务理事
- 中国植物学会真菌学会理事长
- 国际植物分类学会真菌地衣委员会委员
- 《中国孢子植物志》主编、《植物分类学报》常务编委、《真菌学报》主编